# 中野美奈子
中野美奈子（日语：／ Nakano Minako，1979年12月14日—），出身於香川縣丸龜市。日本前富士電視台播報員。

## 經歷
先後就讀於香川大學教育學部附属坂出小學校、香川大學教育學部附属坂出中學校、香川縣立丸龜高等學校。高校時期參加攝影部活動，曾參與夏季高校棒球縣預選賽應援，接受當地電視台瀨戶內海放送的採訪。
高校畢業後，獲指定學校推薦入學慶應義塾大學商學部，專攻國際政治經濟。大學一年級曾參加日視學院播音課程。1999年參加「慶應小姐」比賽並榮獲冠軍。大學二年級至美國加州舊金山留學。
曾在日本電視台打工做宣傳模特兒，對日本電視台有親近感，參加了日本電視台的招聘，但最終面試不合格。
2002年大學畢業後，正式加入富士電視台成為播報員。
是富士電視台其中一名王牌女主播，長期擔任《鬧鐘電視》等節目的主持工作。
2010年3月7日，和醫生男友結婚。2012年3月28日，宣布由於陪同丈夫海外工作，於2012年6月底停止所有節目工作，並在7月31日退社，以後會成為專職家庭主婦。

## 外部連結
- 富士電視台 中野美奈子